# Track (Olsztyn)
Track (deutsch Trautzig) ist ein Ort im Stadtteil Zielona Górka (Grünberg) der kreisfreien Stadt Olsztyn (deutsch Allenstein), der Hauptstadt der polnischen Woiwodschaft Ermland-Masuren.

## Geographische Lage
Track liegt im Süden des Stadtteils Zielona Górka im Nordosten der Stadt Olsztyn. Die südliche Ortsgrenze bildet das Nordufer des Trautziger Sees (polnisch Jezioro Trackie). Das Stadtzentrum ist in vier Kilometer Entfernung über die ul. Zientary-Malewskiej zu erreichen.
|  |

## Geschichte

### Trautzig (bis 1928)
Das einstige kleine Gutsdorf Tratzk wurde 1410 gegründet, als es am 7. Mai jenes Jahres nach Kulmer Recht dem Ritter Ernst von Woppen verschrieben wurde.
Unter Gutsbesitzer Anton Grzymalla zu Mora wurden die drei Güter Trautzig, Nickelsdorf (polnisch Nikielkowo) und Sechshuben unter einem Adelssitz vereinigt. 1832 wurde das Gut Trautzig an Oskar Belian, dem späteren Bürgermeister der Stadt Allenstein, verkauft.
Die Volkszählung am 3. Dezember 1861 ergab für Trautzig sieben Wiohngebäude bei 86 Einwohnern. Als am 7. Mai 1874 der Amtsbezirk Nickelsdorf (polnisch Nikielkowo) im ostpreußischen Kreis Allenstein errichtet wurde, wurde Trautzig ein Teil desselben.
Bis 1906 verzeichnete das Gut verschiedene Besitzer, bis es dann an den Staat vergeben wurde, der hier eine Domäne betrieb. Im Jahre 1910 zählte der Gutsbezirk Trautzig 81 Einwohner.

### Trautzig-Nickelsdorf (1928–1945)
Am 17. Oktober 1928 schlossen sich die Gutsbezirke Trautzig und Nickelsdorf zur neuen Landgemeinde Trautzig-Nickelsdorf zusammen. Diese gehörte weiterhin zum Amtsbezirk Nickelsdorf im Kreis Allenstein. Ihre Einwohnerzahl belief sich 1933 auf 248 und 1939 auf 267. In Kriegsfolge kam Trautzig 1945 mit dem gesamten südlichen Ostpreußen zu Polen.

### Track/Olsztyn Track (ab 1945)
Nach 1945 wurde die Vereinigung der Orte Trautzig (das Dorf erhielt die polnische Namensform „Track“) und Nickelsdorf (dann „Nikielkowo“) wieder aufgehoben. Track war ein selbständiges Dorf im Powiat Olsztyński (Kreis Allenstein), bis es 1966 nach Olsztyn eingemeindet und dem Stadtteil Zielona Górka (Grünberg) zugeordnet wurde.

## Kirche
Bis 1945 war Trautzig resp. Trautzig-Nickelsdorf in die evangelische Kirche Allenstein in der Kirchenprovinz Ostpreußen der Kirche der Altpreußischen Union, außerdem in die römisch-katholische Kirche St. Josef in Allenstein eingepfarrt.
Der Bezug zu Allenstein besteht auch heute noch: zur evangelischen Christus-Erlöser-Kirche in der Diözese Masuren der Evangelisch-Augsburgischen Kirche in Polen, sowie zur katholischen St.-Josef-Pfarrei der Stadt, jetzt dem Erzbistum Ermland (mit Sitz in Olsztyn) zugehörig.

## Verkehr
Track liegt an der ul. Zientary-Malewskiej, einer Ausfallstraße der Stadt Olsztyn in östliche Richtung nach Barczewo (Wartenburg in Ostpreußen), die eine Verbindung herstellt zwischen den polnischen Landesstraßen DK 51 (einstige deutsche Reichsstraße 134) und DK 16 (Reichsstraße 127). Track selber ist über den ÖPNV mit der Stadtmitte verbunden.
Im Norden des Ortes befindet sich die PKP-Bahnlinie 353: Posen–Toruń–Olsztyn–Skandawa, die früher bis nach Tschernjachowsk (Insterburg) im nördlichen Ostpreußen und der heutigen russischen Oblast Kaliningrad (Königsberger Gebiet) verlief. Die nächste Bahnstation ist der Bahnhof Olsztyn Główny (Hauptbahnhof Olsztyn).

## Persönlichkeit

### Aus dem Ort gebürtig
- Oskar Belian (* 27. Oktober 1832 auf Gut Trautzig), Landwirt und Gutsbesitzer, von 1877 bis 1908 Bürgermeister der Stadt Allenstein († 1918)